# Surrey Docks
Surrey Docks är ett tidigare hamnområde i London på det som tidigare var byn Rotherhithe. Hamnverksamheten upphörde omkring 1970 och området är idag en del av Docklands.
1696 byggdes Howland Great Wet Dock som i mitten av 1700-talet fick namnet Greenland Dock då den blev bas för arktiska valfångare. I början av 1800-talet fick hamnen sin dominerande verksamhet med import av skandinaviskt och baltiskt timmer och kanadensiskt spannmål, ost och bacon. Timmerverksamheten omfattade 14 lagerområden (yards) i hamnen. Det skapades också en speciell yrkesgrupp för hanteringen av timmer som kallades Deal Porters.
Nya dockor och lagerområden byggdes och fick namn efter landet som varorna importerades ifrån, bland annat Swedish Yard och Norway Dock, eller varan (t.ex. Steel Yard). Systemet kom att omfatta nio dockor och en kanal kopplad till Grand Surrey Docks and Canal Company som kom att ge området sitt slutliga namn med transporter från Surrey till London. Surrey Docks var den hårdast drabbade hamnen i Storbritannien under de tyska bombningarna under andra världskriget. Hamnverksamheten lades ned 1969.